# Општина Велики Семиклуш
Велики Семиклуш (рум. Sânnicolau Mare) је градска општина у округу Тимиш у западној Румунији. Седиште општине је градско насеље Велики Семиклуш, које је и једино насеље у општини. Налази се на надморској висини од 83 м.

## Становништво
Према попису становништва из 2011. године у општини је живело 12.312 становника. Већинско становништво су били Румуни којих је било 73,7%, затим следе Мађари са 7,2%, Роми са 3,1%, Банатски Бугари са 2,9%, Срби са 2,9% и Немци са 2,1% становништва.
| Етнички састав према попису из 2011. године‍ | Етнички састав према попису из 2011. године‍ | Етнички састав према попису из 2011. године‍ | Етнички састав према попису из 2011. године‍ | Етнички састав према попису из 2011. године‍ |
| ------------------------------------------- | ------------------------------------------- | ------------------------------------------- | ------------------------------------------- | ------------------------------------------- |
|                                             |                                             |                                             |                                             |                                             |
| Румуни                                      | Румуни                                      |                                             | 9.074                                       | 73,7%                                       |
| Мађари                                      | Мађари                                      |                                             | 890                                         | 7,2%                                        |
| Роми                                        | Роми                                        |                                             | 386                                         | 3,1%                                        |
| Бугари (Банатски Бугари)                    | Бугари (Банатски Бугари)                    |                                             | 367                                         | 2,9%                                        |
| Срби                                        | Срби                                        |                                             | 367                                         | 2,9%                                        |
| Немци                                       | Немци                                       |                                             | 259                                         | 2,1%                                        |
| непознато                                   | непознато                                   |                                             | 918                                         | 7,5%                                        |

| Година       | 1995  | 1996  | 1997  | 1998  | 1999  | 2000  | 2001  | 2002  | 2003  | 2004  | 2005  | 2006  | 2007  | 2008  | 2009  | 2010  | 2011  | 2012  | 2013  | 2014  | 2015  | 2016  | 2017  |
| ------------ | ----- | ----- | ----- | ----- | ----- | ----- | ----- | ----- | ----- | ----- | ----- | ----- | ----- | ----- | ----- | ----- | ----- | ----- | ----- | ----- | ----- | ----- | ----- |
| Становништво | 15011 | 14883 | 14849 | 14758 | 14729 | 14715 | 14782 | 14801 | 14763 | 14783 | 14781 | 14826 | 14855 | 14904 | 14895 | 14841 | 14774 | 14736 | 14675 | 14670 | 14666 | 14694 | 14672 |